# Fabianerna
Fabianerna (eng. Fabian Society) är en brittisk, intellektuell, socialistisk rörelse/tankesmedja bildad 4 januari 1884. De påverkade bland annat Mahatma Gandhis politiska tänkande, och bidrog till bildandet av Centralföreningen för socialt arbete.
Rörelsen uppkallades efter Fabius Cunctator, eftersom den  arbetade för socialismens gradvisa införande utan  omstörtningar. Fabius Cunctator (död 203 f.Kr.) var en romersk fältherre som fick tillnamnet sölaren eftersom hans försiktiga taktik genom att undvika ordnad strid gjorde att han slutligen kunde besegra starkare fiender. 

## Kända medlemmar
- Clement Attlee
- Annie Besant
- Edith Nesbit
- George Bernard Shaw
- Beatrice Webb
- Sidney James Webb
- H.G. Wells
- Virginia Woolf